# 加拿大軍事法庭上訴庭

加拿大軍事法庭上訴庭（英語：Court Martial Appeal Court of Canada）審理來自加拿大軍事法庭的上訴案件。
在加拿大，軍事法庭由首席軍事法官辦公室的獨立軍事法官主持。其對於軍人和隨軍人出國的文職人員違反服役紀律和國防法的罪行具有審判權。
加拿大軍事法庭上訴庭於1959年由加拿大國會根據《國防法》成立，以取代軍事法庭上訴委員會。加拿大軍事法庭上訴庭可向加拿大最高法院提出上訴。然而此種上訴需要得到加拿大最高法院的許可，除非加拿大軍事法庭上訴庭的法官對法律問題有異議，在這種情況下，其有權向加拿大最高法院提出上訴。